# Umm Howeitat
Umm Howeitat ist eine ptolemäische Goldmine im südlichen Ägypten. Sie wurde bereits Anfang des 20. Jahrhunderts durch C. J. Alford beschrieben.